# Soffratta
Soffratta è una frazione del comune italiano di Mareno di Piave, in provincia di Treviso.
Situata a nord-est del capoluogo comunale, confina con Saccon (località di San Vendemiano) e Vazzola.

## Monumenti e luoghi d'interesse

### Chiesa parrocchiale
La parrocchiale di Soffratta venne costruita tra il 1866 e il 1868 e consacrata il 30 aprile 1876 dal vescovo Corradino Maria Cavriani. Nel 1919 venne ricostruito il campanile su progetto dell'architetto Luigi Candiani.

## Infrastrutture e trasporti
Soffratta è servita da una pista ciclabile che percorrendo tutto viale della Vittoria permette di collegare il centro del paese con la piazza principale di Mareno di Piave.